# Gunnar Forkman
Gunnar Anders Peter Forkman, född den 11 januari 1893 i Kävlinge församling, Malmöhus län, död den 9 december 1982 i Lidingö, var en svensk präst. Han var dotterson till Anders Mauritzson, son till Andreas Forkman samt far till Bengt och Göran Forkman.
Forkman avlade studentexamen i Lund 1912. Han blev samma år student vid Lunds universitet, där han avlade filosofie kandidatexamen 1914, teologie kandidatexamen 1918 och praktiskt teologiskt prov samma år. Forkman prästvigdes för Lunds stift sistnämnda år och blev samma år pastorsadjunkt hos sin far i Gråmanstorps pastorat. Han blev lasarettspredikant i Lund och predikant vid försörjningshemmet där 1924, kyrkoadjunkt i Caroli församling i Malmö 1926, i Sankt Pauli församling i samma stad 1941 och komminister där 1951. Forkman blev kyrkobokföringsinspektör 1946 och prost 1956. Han blev emeritus 1958. Forkman innehade ett stort antal kyrkliga uppdrag, såväl inom stiftet som nationellt. Han blev ledamot av Nordstjärneorden 1953.